# Шварценбек
Шварценбек (нім. Schwarzenbek) — місто в Німеччині, розташоване в землі Шлезвіг-Гольштейн. Входить до складу району Герцогство Лауенбург.
Площа — 11,56 км2. Населення становить 16 560 ос. (станом на 31 грудня 2020).